# Manuel Diez Canseco Corbacho
Manuel José Diez-Canseco Corbacho (Arequipa, 1819 - París,  9 de marzo de 1864), fue un militar y político peruano, que participó en las guerras civiles y exteriores de las primeras décadas de la República del Perú.

## Carrera militar y política
Fue hijo de Manuel Josep Diez Canseco Nieto y María Mercedes Corbacho Abril. Hermano de Pedro Diez Canseco Corbacho y Francisco Diez Canseco Corbacho, que también fueron militares, pero fue él quien hizo más rápida carrera.
Siendo varios años menor que su hermano, el general Pedro Diez Canseco, alcanzó algunas de las clases militares antes que él, y llegó a ostentar las estrellas de General de Brigada pocos días después que su hermano.
Inició su carrera como soldado distinguido y escaló los más altos grados militares. Fue jefe de Cuerpo y teniente coronel, a los 23 años de edad; después fue prefecto de varios departamentos, comandante general regional y de divisiones, general en jefe del Ejército del Sur constituido por dos divisiones, a los 35 años de edad; jefe del Estado Mayor General del Ejército y ministro de Guerra y Marina.
Cuando fue oficial asistió a casi todos los combates de las guerras civiles y exteriores del Perú entre las décadas de 1840 y 1850; como jefe siguió combatiendo en diversas oportunidades y, ya de General de Brigada comandó las tropas leales al gobierno de Ramón Castilla, triunfando sobre las fuerzas rebeldes de Manuel Ignacio de Vivanco que desembarcaron en el Callao, en un combate memorable que se realizó el 22 de abril de 1857 (a raíz de este hecho de armas la provincia del Callao recibió el título de Provincia Constitucional). Pero cuando se hallaba al mando de la división del Centro, demoró en cumplir la orden de avanzar por la sierra del sur para reforzar a las tropas de Castilla, por lo que este montó en cólera y lo sometió a disciplina. Incluso se le abrió una causa en el fuero militar, siendo su defensor Manuel Nicolás Corpancho. Terminó por ser absuelto, y el mismo Castilla tuvo que rehabilitarlo en sus goces y derechos (1857).
Tres de sus clases militares las recibió como premió a su valor, en el mismo campo de batalla, la de Teniente en el Callao en 1834; la de teniente coronel en Agua Santa en 1842, y la de General en La Palma en 1855, y además, fue propuesto para la clase de general de División por el triunfo en el Callao en 1857. 
Fue el comandante general de la División que triunfó en Huanta, sobre los facciosos.
A consecuencia de una enfermedad generada por una herida adquirida durante la campaña de 1858, resolvió viajar a Francia para someterse a un tratamiento, donde falleció.

## Familia y descendencia
El 24 de mayo de 1841, se casó en la Catedral de Arequipa con la dama arequipeña Gabina de Olazábal y Abril. La pareja tuvo siete hijos:
- Francisca Diez-Canseco y Olazábal, casada con Francisco Javier de Belaúnde y la Torre. Descendientes suyos son Javier de Belaúnde Ruiz de Somocurcio y Javier de Belaunde López de Romaña.
- María Manuela Diez-Canseco y Olazábal, casada con Juan Manuel Diez-Canseco y Vargas.
- Manuel Francisco Diez-Canseco y Olazábal, casado con María Josefa de Romaña y Bustamante. Descendientes suyos son Javier Diez Canseco y Raúl Díez Canseco Terry.
- María Mercedes Diez-Canseco y Olazábal, casada con Manuel de Yrigoyen y Arias. Descendientes suyos son Manuel Yrigoyen Diez Canseco, Pedro Yrigoyen Diez Canseco, Jaime Yrigoyen von der Heyde, Víctor Andrés García Belaúnde y José Antonio García Belaúnde.
- María de los Ángeles Diez-Canseco y Olazábal, casada con el general Manuel Velarde Seoane. Descendientes suyos son Héctor Velarde Bergmann y Reynaldo Gubbins.
- Julia Diez-Canseco y Olazábal, casada con Federico Elguera Seminario.
- José Felipe Octavio Diez-Canseco y Olazábal, casado con Jesús Escobar Salinas. Descendiente suyo es Eduardo Ferreyros.

## Defunción
Descansan sus restos en el Mausoleo de la familia Yrigoyen ubicado a la altura del Cuartel Santa Elena, ingresando por la Puerta N° 4, del Cementerio Presbítero Matías Maestro.